# Comuna Sokoliv, Terebovlea
Sokoliv (în ucraineană Соколів) este o comună în raionul Terebovlea, regiunea Ternopil, Ucraina, formată din satele Pantalîha, Sokilnîkî și Sokoliv (reședința).

## Demografie
Componența lingvistică a comunei Sokoliv
     Ucraineană (99,89%)
     Alte limbi (0,11%)
Conform recensământului din 2001, majoritatea populației comunei Sokoliv era vorbitoare de ucraineană (99,89%), existând în minoritate și vorbitori de alte limbi.